# Дородниця
Доро́дниця (каз. Дородница) — село у складі Алтайського району Східноказахстанської області Казахстану. Входить до складу Полянського сільського округу.
Населення — 138 осіб (2021; 213 у 2009, 294 у 1999, 331 у 1989).
Національний склад станом на 1989 рік:
- росіяни — 100 %

У радянські часи село називалось також Дородниці.